# Rabidosa
Rabidosa Roewer, 1960 è un genere di ragni appartenente alla famiglia Lycosidae.

## Distribuzione
Le cinque specie sono state rinvenute nel Nordamerica, quattro di esse solo in territorio statunitense.
Alcune specie sono state rinvenute anche nei paesi del centro sud in Europa.

## Tassonomia
Le caratteristiche di questo genere sono state descritte a seguito dell'analisi di esemplari di Lycosa rabida (Walckenaer, 1837).
Rimosso dalla sinonimia con Hogna Simon, 1885 a seguito di un lavoro degli aracnologi Brady e McKinley del 1994.
Non sono stati esaminati esemplari di questo genere dal 1994.
Attualmente, a novembre 2021, si compone di 5 specie:
- Rabidosa carrana (Bryant, 1934) — USA
- Rabidosa hentzi (Banks, 1904) — USA
- Rabidosa punctulata (Hentz, 1844) — USA
- Rabidosa rabida (Walckenaer, 1837)[2] — America settentrionale
- Rabidosa santrita (Chamberlin & Ivie, 1942) — USA